# 838 v.Chr.
Het jaar 838 v.Chr. is een jaartal volgens de christelijke jaartelling.

## Gebeurtenissen

### Assyrië
- Koning Salmanasser III van Assyrië doet een ultieme poging om zich meester te maken van de stad Damascus. Hazaël, de koning van Damascus, profiteert van dit uitstel om zich tegen Jehu van Israël te keren. Hij bezet onder andere Galahad, Ruben en Gad.